# Laniatores

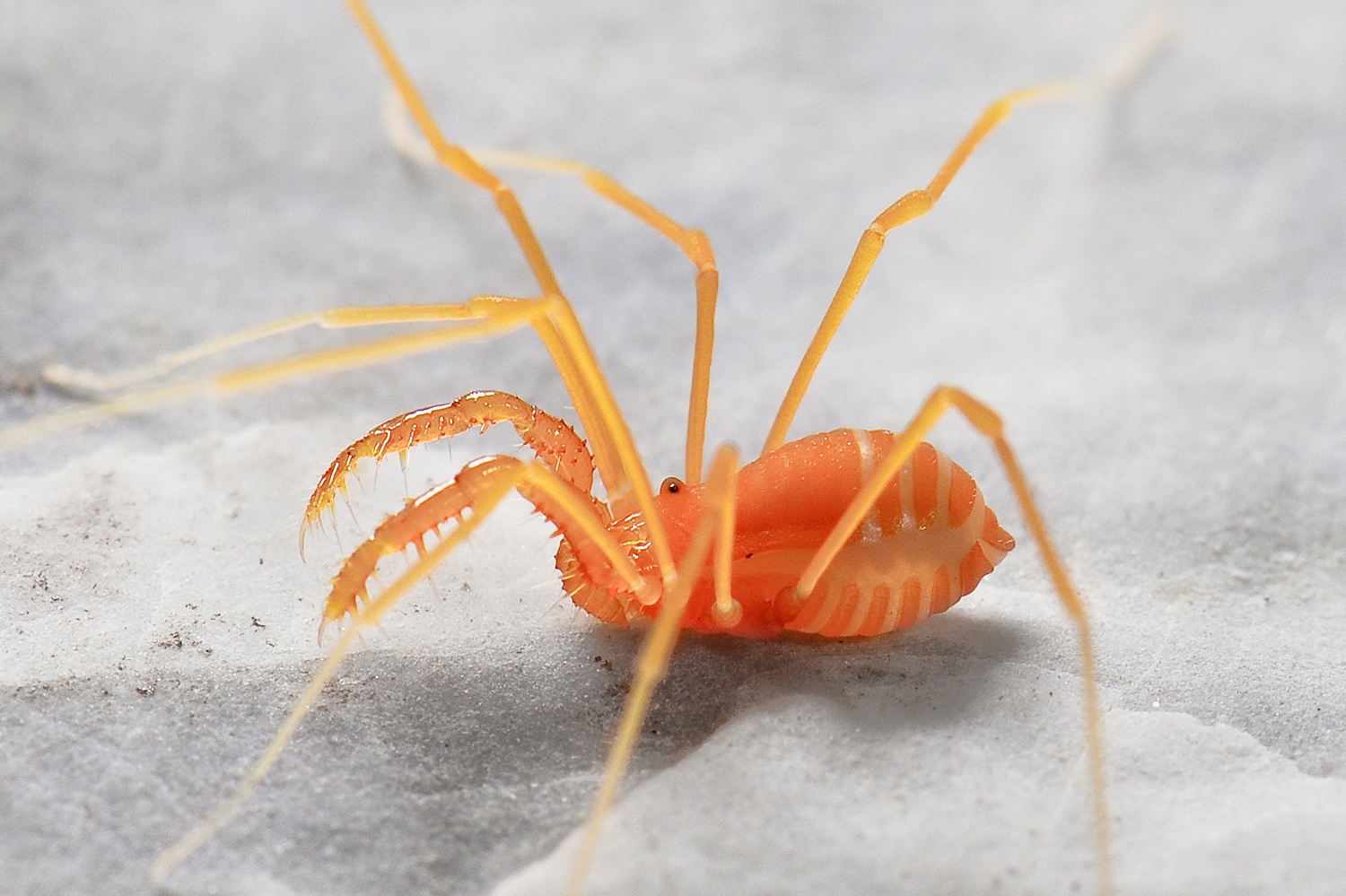
Sclerobunus ungulatus.

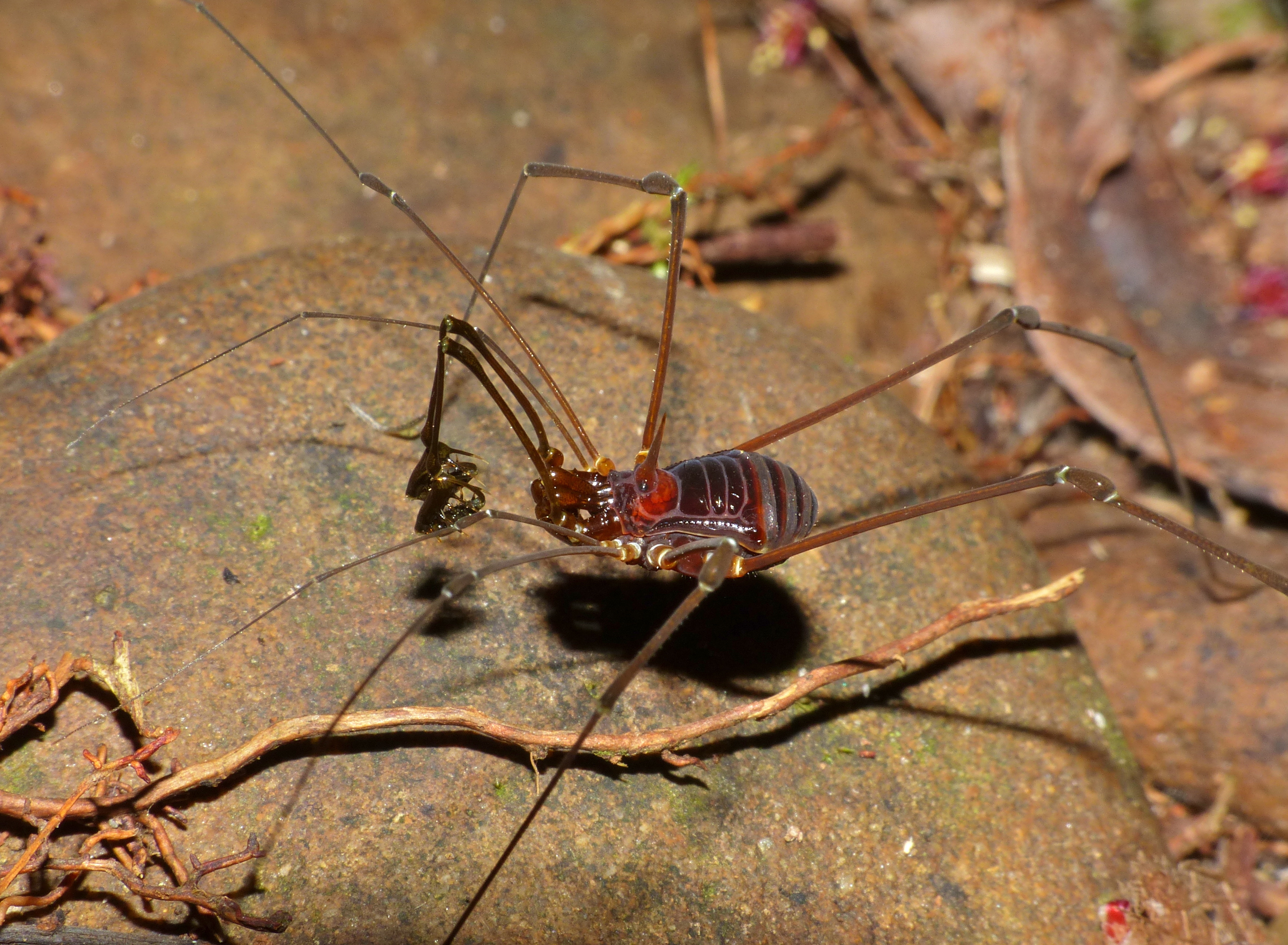
Przedstawiciel Epedanidae.

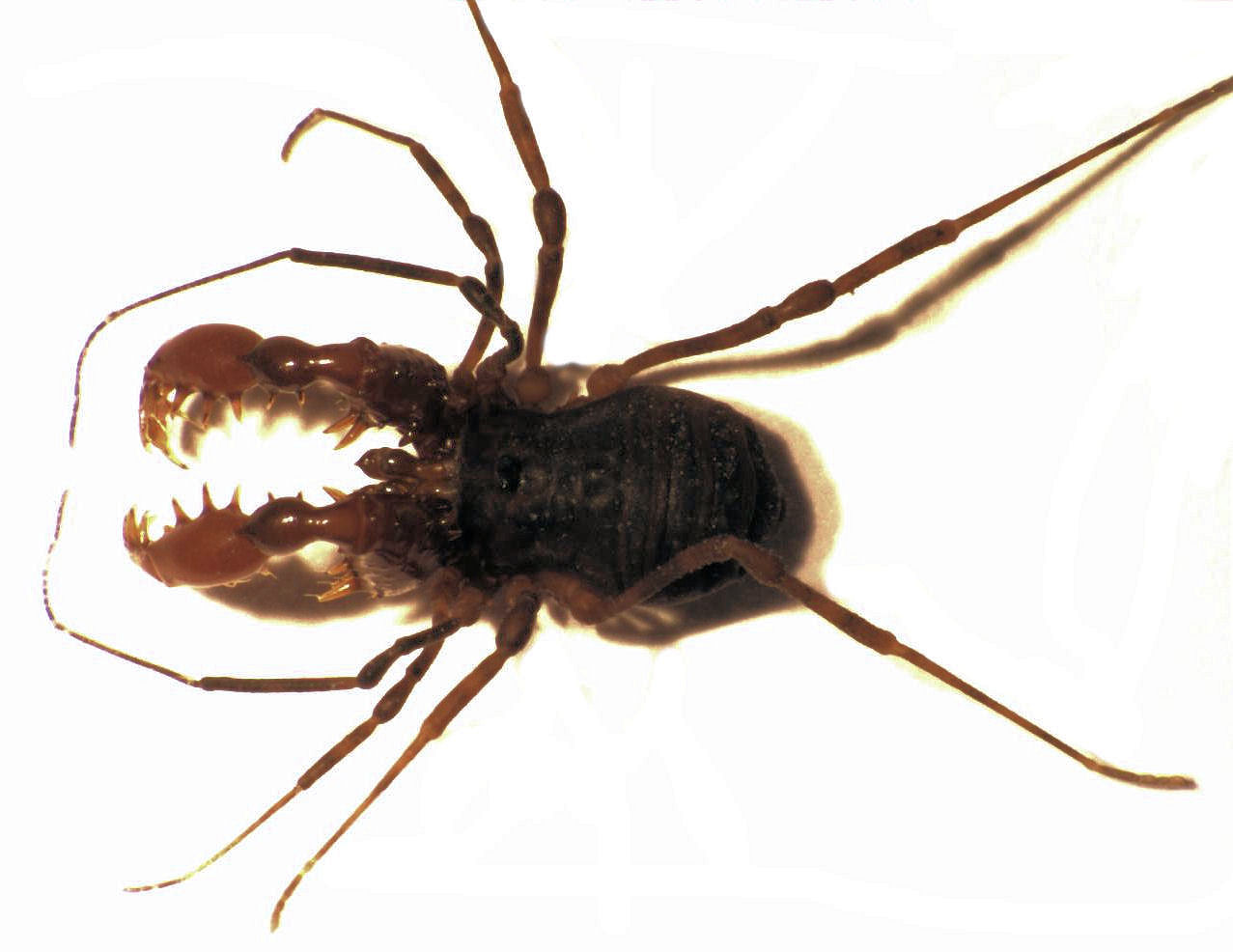
Soerensenella prehensor z rodziny Triaenonychidae.

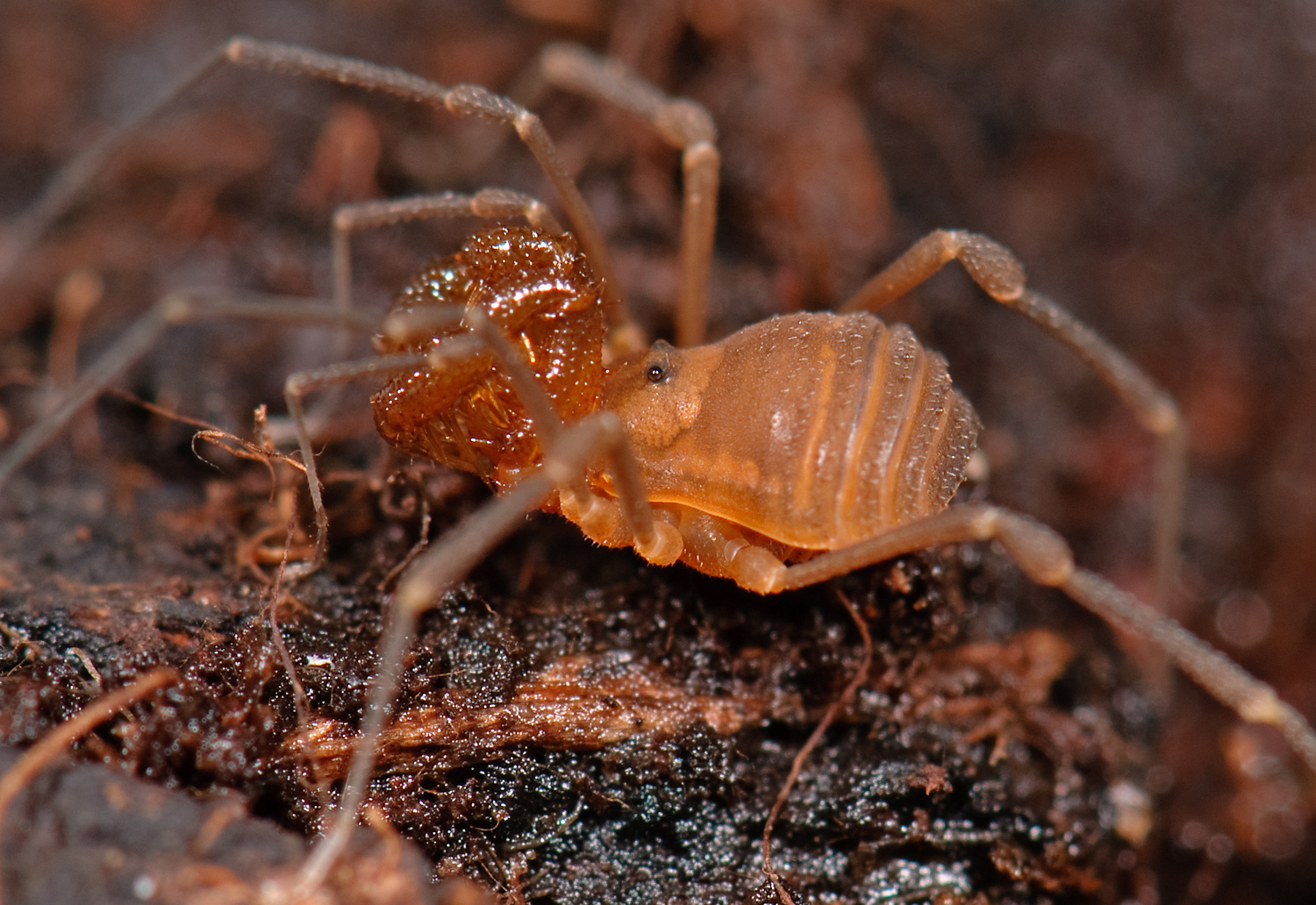
Cryptomaster leviathan z rodziny Cladonychiidae.

Laniatores – podrząd pajęczaków z rzędu kosarzy. Obejmuje ponad 4200 gatunków. Zasiedlają głównie tropiki i subtropiki, ale znane są też z południa Europy. Cechują się m.in. twardym pancerzem grzbietowym i chwytnymi, kolczastymi nogogłaszczkami.

## Opis
Należą tu kosarze o silnie zesklerotyzowanym ciele. Co najmniej pięć tergitów opistosomy zrasta się u nich z prosomą tworząc twardy pancerz grzbietowy w postaci scutum magnum. Nogogłaszczki pełnią funkcję chwytną, będąc wyposażonymi w silne kolce i scyzorykowaty odcinek końcowy stóp. Odnóża kroczne drugiej pary są wydłużone i pełnią funkcje zmysłowe. Aparat kopulacyjny samca poruszany jest za pomocą mięśni, a jego prącie wyposażone jest żołądź. Pokładełka samic są w tej grupie pierwotnie nieczłonowane. Częsty jest wśród Laniatores wyraźny dymorfizm płciowy. Samce są mocniej zesklerotyzowane, a ich odnóża kroczne ostatniej pary mają silne kolce i powiększone biodra.

## Występowanie
Przedstawiciele podrzędu zasiedlają strefę tropikalną i subtropikalną oraz basen Morza Śródziemnego po Alpy na północy.

## Systematyka
Podrząd ten obejmuje ponad 4200 gatunków, będąc najliczniejszym wśród kosarzy. Nazwa Laniatores wywodzi się od łacińskiego rzeczownika laniator, oznaczającego rzeźnika. Wprowadzona została w 1876 przez Thorella, który podzielił kosarze na Laniatores i Palpatores.
W 1923 Roewer wyróżniał w obrębie Laniatores 9 rodzin i 32 podrodziny. W 1958 Kratochvíl jako pierwszy zaproponował podział na nadrodziny: Oncopodoidea z 6 rodzinami i Travunioidea z 3 rodzinami. Z kolei w 1961 Šilhavý rozdzielił je na dwa podrzędy: Gonyleptomorphi (obejmujące Gonyleptoidea i Travunioidea) oraz Oncopodomorphi. W 1980 Martens pierwszy opublikował analizę filogenetyczną kosarzy, na podstawie której podzielił Laniatores na trzy nadrodziny: Travunioidea, Oncopodoidea i Gonyleptoidea. Taki podział został również rozpoznany w wynikach analiz molekularno-morfologicznych Giribeta i innych z 1999 i 2002, jednak Laniatores były w nich słabo reprezentowane. Na podstawie innych prac podważono monofiletyzm Travunioidea i wyłączono z nich nową nadrodzinę: Triaenonychoidea. Prace filogenetyczne Kurego wskazują, że pierwsze rozejście się linii ewolucyjnych Laniatores miało miejsce między Travunioidea (w sensie bez Triaenonychoidea) i kladem obejmującym pozostałe ich taksony.
Relacje pomiędzy Laniatores a pozostałymi podrzędami pozostają niepewne. Analiza Giribeta i innych z 2002 oraz Garwooda i innych z 2011 wskazywały, że tworzą one wraz z Dyspnoi klad nazwany Dyspnolaniatores. Natomiast według analizy Garwooda i innych z 2014 Laniatores są grupą siostrzaną dla kladu obejmującego Eupnoi i Dyspnoi.
Systematyka podrzędu według Kurego z 2014 przedstawia się następująco:
- nadrodzina: Travunioidea Absolon et Kratochvil 1932
  - Nippononychidae Suzuki, 1975
  - Paranonychidae Briggs, 1971
  - Travuniidae Absolon et Kratochvil 1932
- nadrodzina: Triaenonychoidea Sørensen, 1886
  - Triaenonychidae Sørensen, 1886
- nadrodzina: Assamioidea Sørensen, 1884
  - Assamiidae Sørensen, 1884
  - Pyrmaidopidae Sharma et al., 2011
- nadrodzina: Epedanoidea Sørensen, 1886
  - Epedanidae Sørensen, 1886
  - Petrobunidae Sharma et Giribet, 2011
  - Podoctidae Roewer, 1912
  - Sandokanidae Özdikmen et Kury, 2007
  - Tithaeidae Sharma et Giribet, 2011
- nadrodzina: Gonyleptoidea Sundevall, 1833
  - Agoristenidae Šilhavý, 1973
  - Cosmetidae Koch, 1839
  - Cranaidae Roewer, 1913
  - Gonyleptidae Sundevall, 1833
  - Manaosbiidae Roewer, 1943
  - Stygnidae Simon, 1879
  - Stygnopsidae Sørensen, 1932
- nadrodzina: Phalangodoidea Simon, 1879
  - Phalangodidae Simon, 1879
- nadrodzina: Samooidea Sørensen, 1886
  - Biantidae Thorell, 1889
  - Samoidae Sørensen, 1886
  - Stygnommatidae Roewer, 1923
- nadrodzina: Zalmoxoidea Sørensen, 1886
  - Escadabiidae Kury et Pérez, 2003
  - Fissiphalliidae Martens, 1988
  - Guasiniidae Gonzalez-Sponga, 1997
  - Icaleptidae Kury et Pérez, 2002
  - Kimulidae Pérez González, Kury et Alonso-Zarazaga, 2007
  - Zalmoxidae Sørensen, 1886